# Сан-Мигель (департамент)
Сан-Миге́ль (исп. San Miguel) — один из 14 департаментов Сальвадора. Находится в восточной части страны. Граничит с департаментами Ла-Уньон, Морасан, Кабаньяс, Сан-Висенте, Усулутан и государством Гондурас. На юге омывается Тихим океаном. Административный центр — город Сан-Мигель.
Образован 12 июня 1824 года.
Площадь — 2077 км².
Население — 434 003 чел. (2007).

## Муниципалитеты
1. Каролина
2. Келепа
3. Комакаран
4. Лолотике
5. Монкагуа
6. Нуэва-Гвадалупе
7. Нуэво-Эден-де-Сан-Хуан
8. Сьюдад-Барриос
9. Сан-Антонио
10. Сан-Луис-де-ла-Рейна
11. Сан-Мигель
12. Сан-Рафаэль-Ориенте
13. Сан-Херардо
14. Сан-Хорхе
15. Сесори
16. Улуасапа
17. Чапельтике
18. Чинамека
19. Чирилагуа
20. Эль-Трансито